# Amy Dunker
Amy Dunker (* 23. Dezember 1964 in Jackson/Minnesota) ist eine US-amerikanische Komponistin, Trompeterin und Musikpädagogin.
Dunker spielte Trompete in der Band der Highschool ihrer Heimatstadt. Am Morningside College erhielt sie den Bachelorgrad für Musikerziehung, es schloss sich ein Masterstudium im Fach Trompete an der University of South Dakota an. Sie studierte dann Komposition an der Butler University bei Michael Schelle und Stanley DeRusha und an der University of Missouri bei James Mobberley, Chen Yi und Robert L. Cooper. Sie unterrichtet as Professorin für Musiktheorie, Komposition und Blechblasmusik an der Clarke University.
Neben Chorwerken komponierte Dunker Stücke für kammermusikalische Besetzung, insbesondere Bläserensemble sowie Soloinstrumente. Ihre Werke wurden u. a. in den USA, Mexiko, der Tschechischen Republik, der Ukraine und Italien aufgeführt und bei den Labels ERM media, NextAGem und Centerpoint aufgenommen.

## Weblink
- Amy Dunker - Werkverzeichnis